# Wysoczyzny Podlasko-Białoruskie
Uzasadnienie: powód integracji opisany w dyskusji hasła Grzęda Białoruska
Wysoczyzny Podlasko-Białoruskie (843) – podprowincja fizycznogeograficzna w północno-wschodniej Polsce, południowo-wschodniej Litwie i zachodniej Białorusi, stanowiąca południowo-zachodnią część Niżu Wschodniobałtycko-Białoruskiego. W Polsce położona jest głównie na terenie województwa podlaskiego. Region stanowi pas wysoczyzn (do 300 m) ciągnący się od Mińska na Białorusi po środkowy Bug.
Wysoczyzny Podlasko-Białoruskie leżą w zasięgu zlodowacenia warciańskiego i cechują się brakiem jezior i obecnością zabagnionych rozległych obniżeń.
Wysoczyzny Podlasko-Białoruskie dzielą się na 4 makroregiony, z których tylko jeden (Nizina Północnopodlaska) leży na terytorium Polski.
843.1 Wysoczyzna Mińska
843.2 Poniemnie
843.3 Nizina Północnopodlaska
843.31 Wysoczyzna Kolneńska
843.32 Kotlina Biebrzańska
843.33 Wysoczyzna Białostocka
843.34 Wzgórza Sokólskie
843.35 Wysoczyzna Wysokomazowiecka
843.36 Dolina Górnej Narwi
843.37 Równina Bielska
843.38 Wysoczyzna Drohiczyńska
843.4 Przedpolesie Zachodnie